# Gastein Ladies 2013
Gastein Ladies 2013 byl tenisový turnaj pořádaný jako součást ženského okruhu WTA Tour, který se hrál na otevřených antukových dvorcích místního oddílu. Konal se mezi 13. až 21. červencem 2013 v rakouském lázeňském městě Bad Gastein jako 7. ročník turnaje.
Turnaj s rozpočtem 235 000 dolarů patřil do kategorie WTA International Tournaments. Nejvýše nasazenou hráčkou ve dvouhře se stala třicátá třetí tenistka žebříčku Mona Barthelová z Německa.

## Ženská dvouhra

### Nasazení
| Stát         | Hráčka                       | WTA1) | Nasazení |
| ------------ | ---------------------------- | ----- | -------- |
| Německo      | Mona Barthelová              | 33.   | 1.       |
| Německo      | Annika Becková               | 53.   | 2.       |
| Rumunsko     | Irina-Camelia Beguová        | 59.   | 3.       |
| Německo      | Andrea Petkovicová           | 62.   | 4.       |
| Nizozemsko   | Kiki Bertensová              | 67.   | 5.       |
| Jižní Afrika | Chanelle Scheepersová        | 69.   | 6.       |
| Španělsko    | María Teresa Torrová Florová | 71.   | 7.       |
| Itálie       | Karin Knappová               | 72.   | 8.       |

- 1) Žebříček WTA k 8. červenci 2013.

### Jiné formy účasti
Následující hráčky obdržely divokou kartu do hlavní soutěže:
- Patricia Mayrová-Achleitneová
- Lisa-Maria Moseovár
- Carina Witthöftová

Následující hráčky postoupily do hlavní soutěže z kvalifikace:
- Elena Bogdanová
- Viktorija Golubicová
- Michaela Hončová
- Jasmina Tinjićová
  -  Dia Jevtimovová – jako šťastná poražená

### Odhlášení
před zahájením turnaje
- Jana Čepelová
- Alizé Cornetová
- Melinda Czinková
- Lucie Hradecká
- Mirjana Lučićová Baroniová
- Tatjana Mariová
- Kristina Mladenovicová
- Romina Oprandiová

### Skrečování
- Mona Barthelová

## Ženská čtyřhra

### Nasazení
| Stát         | Hráčka             | Stát         | Hráčka                | WTA1) | Nasazení |
| ------------ | ------------------ | ------------ | --------------------- | ----- | -------- |
| Lucembursko  | Mandy Minellaová   | Jižní Afrika | Chanelle Scheepersová | 125.  | 1.       |
| Jižní Afrika | Natalie Grandinová | Chorvatsko   | Petra Martićová       | 134.  | 2.       |
| Rumunsko     | Raluca Olaruová    | Rusko        | Valerija Solovjovová  | 148.  | 3.       |
| Česko        | Eva Hrdinová       | Izrael       | Šachar Pe'erová       | 195.  | 4.       |

- 1) Žebříček WTA k 8. červenci 2013; číslo je součtem umístění obou členek páru.

### Jiné formy účasti
Následující páry obdržely divokou kartu do hlavní soutěže:
- Mona Barthelová /  Annika Becková
- Lisa-Maria Moserová /  Yvonne Neuwirthová

### Skrečování
- Eva Hrdinová

## Přehled finále

### Ženská dvouhra
- Yvonne Meusburgerová vs.  Andrea Hlaváčková, 7–5, 6–2

- Yvonne Meusburgerová získala premiérový titul na okruhu WTA TOur.

### Ženská čtyřhra
- Sandra Klemenschitsová /  Andreja Klepačová vs.  Kristina Barroisová /  Eleni Daniilidou, 6–1, 6–4